# Nachtschicht – Wir sind alle keine Engel
Nachtschicht – Wir sind alle keine Engel ist ein deutscher Fernsehfilm aus dem Jahr 2015. Es ist der zwölfte Teil der ZDF-Krimireihe Nachtschicht. Er wurde am 27. April 2015 erstmals im ZDF ausgestrahlt.
Der Aufruf eines Radiosenders, seinen ungeliebten Partner abzuservieren, läuft aus dem Ruder und der Kriminaldauerdienst hat daraufhin alle Hände voll zu tun, die Lage unter Kontrolle zu bringen.

## Handlung
Radio-Moderatorin Milla verkündet in ihrer Sendung eine „Ab-in-die-Wüste-Schlussmacherwoche“ und Hörer sollen sich melden, wie sie ihren ungeliebten oder langweilig gewordenen Partner abservieren würden. Spontan meldet sich der Pizza-Bote Mustafa Korkmaz. Da er sich nicht traut, mit seiner Freundin Sharronda Herold selbst zu sprechen, bittet er die Moderatorin, dies zu tun. Kurzerhand überreicht er seiner Freundin das Telefon, wo sie nun live im Radio hören muss, dass ihre Beziehung beendet sein soll. Sie kann das Ganze nicht fassen und nachdem Milla am anderen Ende der Leitung einen Schuss hört, benachrichtigt sie die Polizei. Der Hamburger KDD kümmert sich darum, trifft in der entsprechenden Wohnung jedoch niemanden an. Dafür findet sich vor der Nachbarwohnung eine Blutspur. Als Erichsen und Brenner dort nachsehen, finden sie den Mieter mit einem Kopfschuss vor. Während sich hier erst einmal die Spurensicherung kümmern muss, erhält Erichsen schon einen neuen Notruf. Ein Blumengeschäft meldet einen Überfall und wie sich herausstellt, handelt es sich bei der Täterin um Sharronda Herold. Lisa Brenner versucht, mit der Amokläuferin in Kontakt zu kommen, die sich mit den Verkäuferinnen in dem Blumenladen verschanzt hat. Das gelingt und schon bald treffen auch Sharrondas Mutter und ihre Brüder vor dem Laden ein. Den Jungs gibt sie die Schuld, dass Mustafa mit ihr Schluss gemacht hat, denn sie sind in der rechten Szene aktiv und dulden keinen Türken als Freund ihrer Schwester. Sharronda ist so verzweifelt, dass ihr alles egal ist.
Erichsen kann Mustafa telefonisch dazu bewegen, noch einmal mit Sharronda zu reden, sodass sie letztendlich aufgibt und festgenommen werden kann. Ihren Brüdern Dexter und Gordon gefällt das gar nicht und sie fahren Mustafa hinterher, der gerade dabei ist, Pizza auszuliefern. Plötzlich werden sie Zeugen, wie ein maskierter Mann Mustafa zunächst bedroht und ihn dann kaltblütig erschießt. Ratlos fahren sie dem Mörder hinterher. Als dieser die Verfolgung bemerkt, feuert er auch auf die beiden und verletzt dabei Gordon.
Den Mitarbeitern des Radiosenders wird mittlerweile klar, was sie da angerichtet haben. Der Sendeleiter schickt die Moderatorin kurzerhand nach Hause und ändert das Programm. Lisa Brenner kontaktiert den Sendeleiter, da sie vermutet, dass ein psychisch gestörter Zuhörer sich aufgrund der Radiosendung aufgerufen fühlt, den Rächer zu spielen. Sie lässt sich die Aufzeichnungen der Anrufer geben, die sich besonders auffällig gezeigt hatten. Sharronda erkennt darunter ihren heimlichen Verehrer Ronny Vogel, aber das verrät sie der Polizei nicht, sondern will ihn selbst zur Rechenschaft ziehen. In einem unbeobachteten Moment entwaffnet sie einen der Polizisten im Revier und flieht. Doch auch das KDD-Team identifiziert anhand einer Überwachungskamera Ronny Vogel und macht sich auf den Weg zu ihm. Der hat inzwischen Sharronda in seine Gewalt gebracht und ihr gestanden, heute seinen Vater erschossen zu haben. Als Erichsen eintrifft schießt Vogel unvermittelt auf ihn und flieht. Erichsen muss schwer verletzt ins Krankenhaus gebracht werden. Anhand diverser Fotos in Vogels Wohnung vermutet Lisa Brenner, dass der Flüchtige sich zum Radiosender begibt, um auch an Sendeleiter König Rache zu nehmen. Dort können sie ihn tatsächlich stellen und müssen zusehen, wie er den Sendeleiter in der Lobby des Funkhauses mit seiner Schusswaffe bedroht. Bevor die Beamten Vogel überwältigen können, erschießt er sich.
Die Untersuchungen ergeben, dass der Nachbar von Sharronda mit der gleichen Waffe erschossen wurde wie Mustafa und er Vogels Vater war.

## Rezeption

### Einschaltquote
Bei der Erstausstrahlung am 27. April 2015 auf ZDF erreichte der Film 6,25 Millionen Zuschauer und 19,2 Prozent des Gesamtmarktanteils.

### Kritiken
Harald Keller schrieb bei Tittelbach-TV: „Der Autor und Regisseur Lars Becker bleibt sich und seinen Figuren treu. Wie stets in den Filmen der Reihe ‚Nachtschicht‘ beschränkt er die Erzählung auf eine Nacht, wobei er Ereignisse schildert, die sich in spiralförmiger Dramaturgie immer weiter steigern und, wie sich peu à peu zeigt, sämtlich miteinander verbunden sind, auch wenn es zunächst anders erscheinen mag.“ „Beckers Kunst besteht darin, die Erzählung stetig voranzutreiben, ohne sie darüber in pure Turbulenz ausarten zu lassen. Er lässt den Figuren Raum, schafft glaubwürdige Milieus, nimmt sich Zeit für nachdenkliche Momente und für komische Szenen.“
Die Kritiker der Fernsehzeitschrift TV Spielfilm meinten, der Teil sei „Krawall-TV, gewürzt mit derbem Humor.“
Der Film erschien zusammen mit Nachtschicht – Geld regiert die Welt auf DVD.